# Rozvracení republiky
Rozvracení republiky je trestný čin, jehož skutková podstata je obsažena v § 310 trestního zákoníku. Patří tak mezi skupinu trestných činů proti České republice, cizímu státu a mezinárodní organizaci.

## Základní a kvalifikovaná skutková podstata
Rozvracením republiky se míní úmyslné rozvrácení ústavního zřízení, územní celistvosti nebo obranyschopnosti České republiky anebo zničení její samostatnosti, a to účastenstvím na násilných akcích proti ní nebo proti jejím orgánům. Trestem pak může být odnětí svobody na 8 až 12 let, popřípadě navíc i propadnutí majetku. Trestná je navíc i jen příprava tohoto trestného činu.
Kvalifikovaná skutková podstata je dána tehdy, jestliže je trestný čin rozvracení republiky spáchán členem organizované skupiny, nebo je jím způsobena těžká újma na zdraví nejméně dvou osob nebo smrt, škoda velkého rozsahu či závažné ohrožení mezinárodního postavení České republiky, případně je-li spáchán za stavu ohrožení státu nebo za válečného stavu. V těchto případech již hrozí trest odnětí svobody na 12 až 20 let, popřípadě navíc i propadnutí majetku.

## Vlastizrada
Pokud by trestný čin rozvracení republiky spáchal český občan ve spojení s cizí mocí, spáchal by trestný čin vlastizrady a hrozil by mu trest odnětí svobody na 15 až 20 let, popřípadě navíc i propadnutí majetku, ale také výjimečný trest. Trestná by byla opět i jen příprava.